# Scooby-Doo: Comienza el misterio
Scooby-Doo: Comienza el misterio (título original en inglés: Scooby-Doo: The Mystery Begins) es la tercera película de Scooby-Doo con actores reales. La película fue estrenada en 2009 por televisión y al mismo tiempo salieron sus versiones dobladas. Su productora es Cartoon Network, su distribuidora Warner Premiere y su director es Brian Levant. Es un reinicio de las películas cinematográficas Scooby-Doo y Scooby-Doo 2: Monsters Unleashed.
Su estreno en DVD fue el 22 de septiembre de 2009.

## Argumento
¿Qué une a un grupo de amigos fanes de los misterios? Un buen caso por resolver. La película lleva hacia atrás en el tiempo, cuando cuatro adolescentes perezosos y un perro detective se conocen por primera vez. Acusados injustamente como responsables de asustar a todos en el colegio mediante una gamberrada repleta de fantasmas, los cuatro son expulsados temporalmente. Con el fin de limpiar sus nombres y demostrar que no son culpables, se reúnen para resolver el misterio sobrenatural… dirigiéndose directamente hacia un sinfín de diversión.

## Reparto
| Personaje             | Actor Original (Estados Unidos) | Actor de Doblaje (Hispanoamérica) |
| --------------------- | ------------------------------- | --------------------------------- |
| Shaggy Rogers         | Nick Palatas                    | Óscar Flores                      |
| Scooby-Doo            | Frank Welker                    | Antonio Gálvez                    |
| Fred Jones            | Robbie Amell                    | Rafael Pacheco                    |
| Daphne Blake          | Kate Melton                     | Circe Luna                        |
| Velma Dinkley         | Hayley Kiyoko                   | Leyla Rangel                      |
| Director Deedle       | Shawn Mcdonald                  | Sergio Gutiérrez Coto             |
| Vice Principal Grimes | Gary Chalk                      | Guillermo Coria                   |
| Insertos              | N/D                             | Gerardo Reyero                    |

## Secuela
Robbie Ammel, que interpretó a Fred Jones declaró que ya se estaba planeando la cuarta película, que sería la secuela de esta, y que, por el momento, no se saben detalles del guion, pero según el reparto, tendrá lugar en un centro turístico del lago. El 12 de marzo de 2010 se dio a conocer que el título de la película será Scooby-Doo: La maldición del Monstruo del Lago.

## Curiosidades
- Fred pasa de ser rubio a ser castaño.
- El Fantasma del Capitán Cutler hace un cameo al final de la película.
- En el final de la película se pueden ver versiones en imagen real de los títulos de crédito de obertura de ¿Scooby-Doo dónde estás?, El show de Scooby-Doo y ¿Qué hay de nuevo Scooby-Doo?, respectivamente con los actores de la película, con la banda sonora de ¿Qué hay de nuevo Scooby-Doo?.
- Scooby en la película es más grande que en el flashback de Scooby-Doo 2: Monsters Unleashed.
- Esta película rompe una enorme cantidad de cannon en el universo de Scooby-Doo, entre lo más destacado:
- En la película se muestra que Shaggy es el creador de las Scooby Galletas, mientras que en ¿Qué hay de nuevo Scooby-Doo? se muestra que las Scooby Galletas son hechas en una fábrica y que Shaggy no tiene ninguna relación con la receta o su creación.
- En la película, la pandilla se conoce durante un castigo como adolescentes, mientras que en Un cachorro llamado Scooby-Doo ellos ya se conocen desde jóvenes.
- En la película la Máquina de Misterio es de los padres de Daphne, mientras que en la serie siempre se dice que es de Fred.
- En esta película se muestra al grupo viviendo en Villa Genial (Coolsville en inglés), siendo esta la ciudad en la que vivían en su juventud durante Un cachorro llamado Scooby-Doo, mientras que en Scooby-Doo! Mystery Incorporated viven en Gruta de Cristal (Crystal Cove en inglés) durante su adolescencia, pero esto puede explicarse debido a que Scooby-Doo! Mystery Incorporated salió en el 2010 y esta película en 2009.